# アルトゥル・シュニッツラー

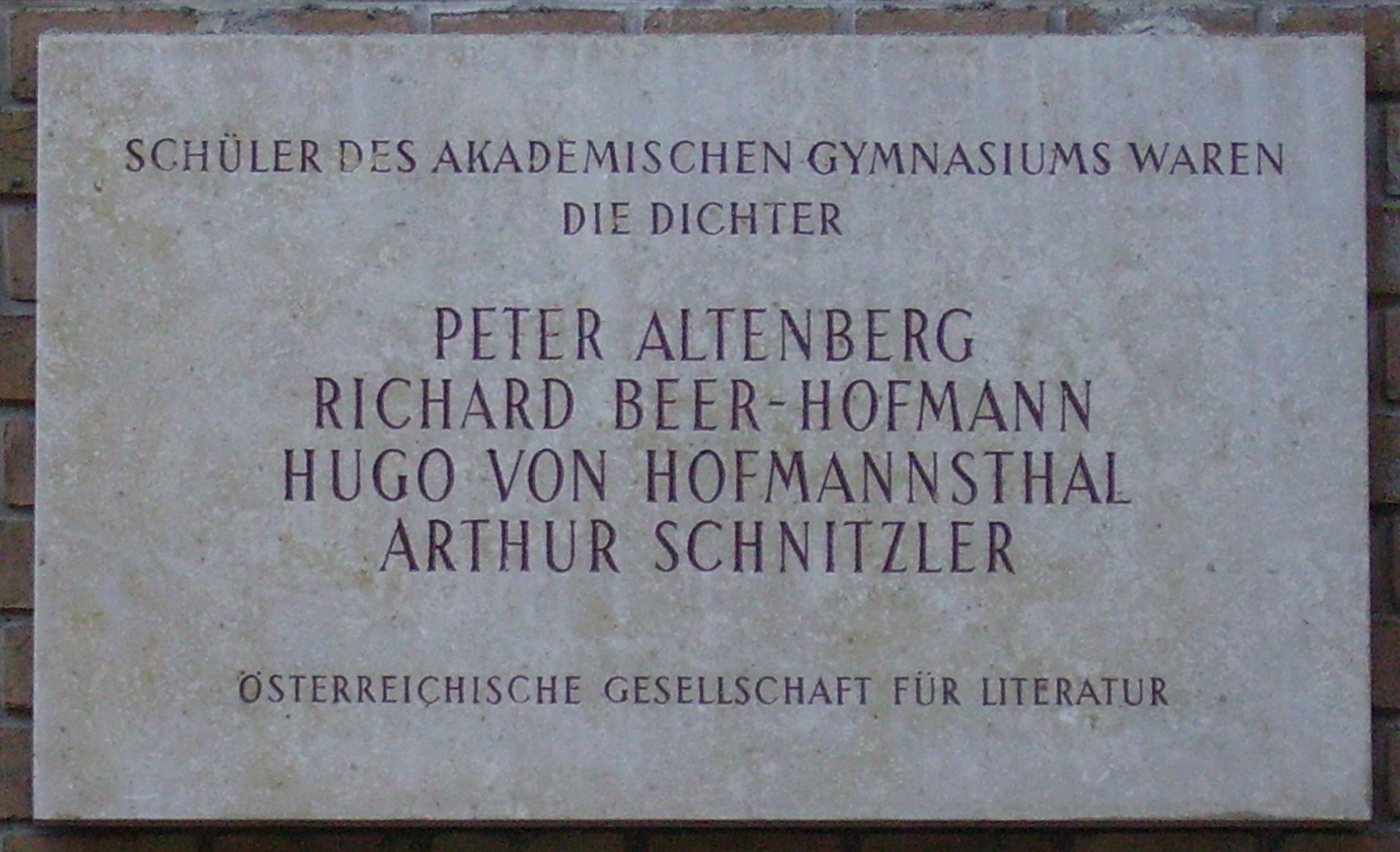
アカデミー・ギムナジウムの記念碑

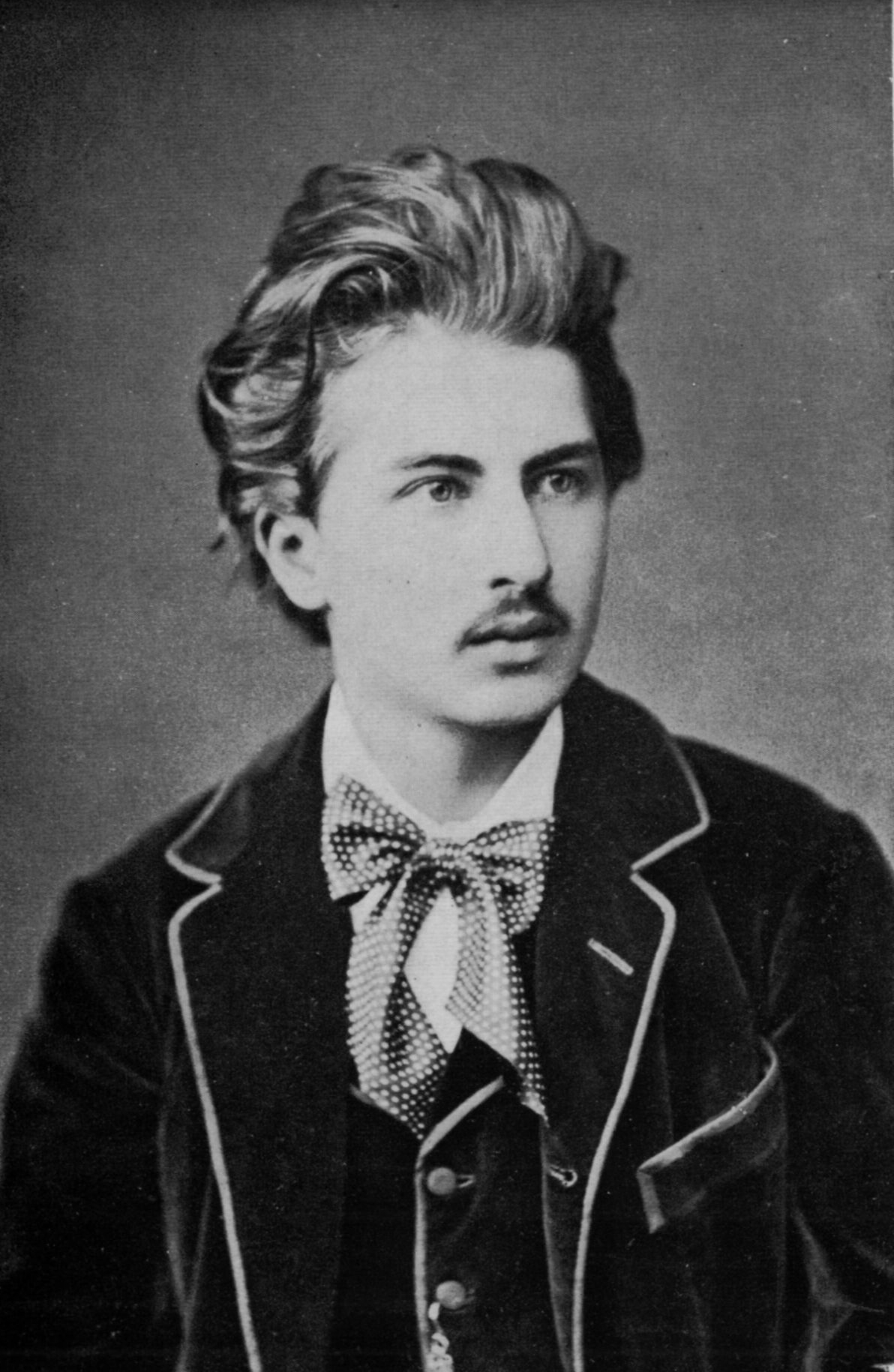
ギムナジウム時代のアルトゥル・シュニッツラー（1878年）

アルトゥル・シュニッツラー（Arthur Schnitzler, 1862年5月15日 - 1931年10月21日）は、オーストリアの医師、小説家、劇作家。アルトゥーア・シュニッツラーとも表記される。ウィーン大学医学部教授も務めた高名な医師の息子としてウィーンに生まれる。ユダヤ系だがキリスト教徒である。
フランス文学の影響下にあった青年ウィーン（若きウィーン、Jung Wien）の一員。憂愁・繊細美を特徴とするといわれるウィーン世紀末文化の雰囲気を基調に、鋭い心理分析と、洗練された印象主義的技法によって恋愛と死を描写した。自費出版した戯曲『アナトール』（1893年）の成功によって作家生活に入り、フーゴ・フォン・ホーフマンスタールと並ぶ新ロマン主義の旗手となった。ジークムント・フロイトの精神分析学の影響を受け、富裕ではあるが閉塞感のただよう市民生活や社交界をときに陰鬱に描き、「世紀末ウィーン」の退廃的な気分を軽妙に表現した。デビュー作の『アナトール』、森鷗外の紹介で知られる『恋愛三昧』（1895年）や『輪舞』（1900年）が代表作である。

## 作品と生涯

### 医師としてのスタート
アルトゥル・シュニッツラーは、ユダヤ人でハンガリーの小さな町出身の咽喉科医ヨハン・シュニッツラーと、その妻のルイーゼ（ウィーンの医師フィリップ・マルクブライターの娘）の長男として、ウィーン第2区レオポルトシュタットのプラーター通り (Praterstraße) 16番地に生まれた。
1871年から1879年までギムナジウムに通い、1879年7月に優秀な成績でマトゥーラに合格。その後ウィーン大学で医学を学び、1885年5月30日医学博士号を取得した。なお、弟のユリウス・シュニッツラーも医師となっている。
1885年から1888年までウィーン市総合病院の医員として勤務した後、1893年までウィーンのポリクリニック病院の咽喉科で父の助手として働くが、その頃からすでに彼は創作活動を行っていた。その始まりは、大学在学中の1880年、ミュンヘンの雑誌「フライエ・ラントボーテ」(Der freie Landbote) に掲載された『踊り子の恋の歌』(Liebeslied der Ballerine) であり、彼は引き続き、雑誌「ブラウエ・ドナウ」(Blaue Donau)や「モデルネ・ディヒトゥング」(Moderne Dichtung)、新聞「フランクフルター・アルゲマイネ・ツァイトゥング」(Frankfurter Zeitung)、文芸雑誌「フライエ・ビューネ」(Freie Bühne) といったメディアに詩や小説などを発表した。
彼はまた学問的刊行物として『機能的失声症および催眠と暗示によるその治療について』（1889年）も著しており、これは彼にとってほぼ唯一の医学書である。1886年から1893年までシュニッツラーは医学出版にかかわり、70本以上の寄稿をしているが、その多くは父の創刊した雑誌『国際臨床医学展望』(Internationale Klinische Rundschau) における、編集者名義による専門書への書評であった。

### 作家生活へ
シュニッツラーはやがて文学と演劇に傾倒し、カフェハウスで他の作家たちと交友関係をもつようになり、賭博におぼれ、劇場に入り浸った。優雅な美男子であった彼はまた、評判の女たらしであり、貸し部屋やホテルで多くの情事を重ねた。このような退廃的な生活を重ねる彼が、医師としてはたしてうまくやっていけるかどうか、母のルイーゼとその召使は心配していた。
1888年、シュニッツラーは、戯曲『アナトール（Anatol）』を自費出版した。『アナトール』は7つの一幕もので、表面的には快楽主義者であるが深層には厭世観をかかえる上流青年「陽気なふさぎ屋」が、下町の「可憐なおぼこ娘」や上流「社交婦人」と繰り広げる刹那的な恋愛遊戯を、揺れ動く内面とともに、物憂げに、優雅に描いた作品である。
1890年、彼はその神童ぶりが話題となった16歳のフーゴ・フォン・ホーフマンスタールと出会っており、シュテファン・ツヴァイクに対し、生涯初めて天才に出会ったように感じたと語っている。ホーフマンスタールは、シュニッツラーの戯曲『アナトール』の紹介のため、美しい短詩を書いた。シュニッツラーは、友人となったホーフマンスタールやリヒャルト・ベーア＝ホフマンとともに「青年ウィーン派」の仲間に加わり、彼らはよくカフェ・グリーンシュタイドルに集った。彼はケルントナー通り61番地にあるレストラン・ライディンガーにもよく通っており、また精神分析学のジークムント・フロイトとも知り合いの仲だった（詳細後述）。

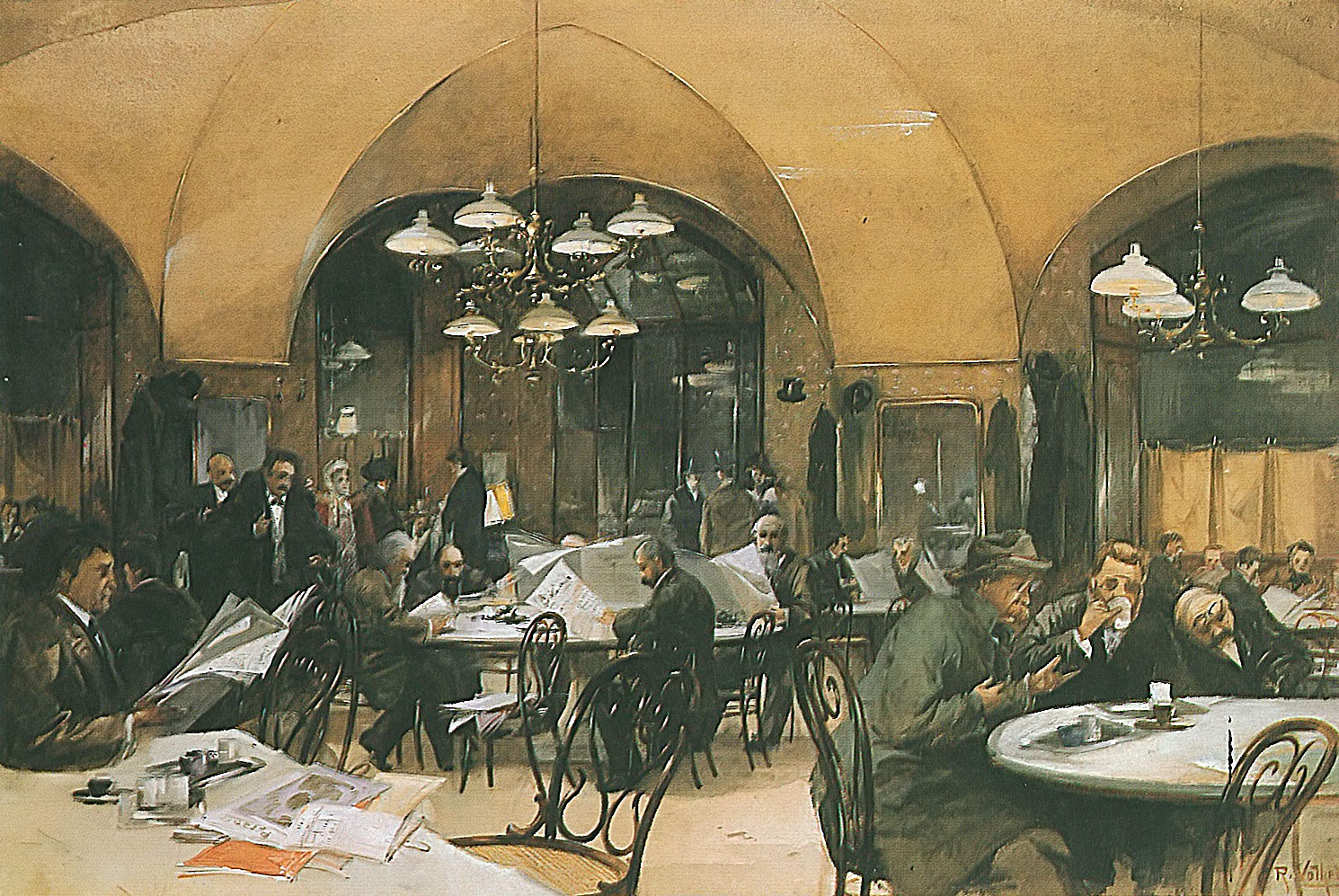
世紀末ウィーンの芸術家たちが集うカフェ・グリーンシュタイドル（1896年、ラインハルト・フェルケル画）
----
カフェ・グリーンシュタイドルは1847年に開店し、青年ウィーン派の詩人や作家が集まった。道路拡張工事のため1897年に閉店するが、ここの常連たちはいっせいにカフェ・ツェントラールにうつったという。

シュニッツラーは、『アナトール』の成功によって本格的な創作生活に入った。この作品は1893年に初上演され、この年以降、彼は開業医のかたわら戯曲と散文（おもに短編小説）を書いたが、これらの作品ではとりわけ登場人物の深層心理の描写に意を注いだ。シュニッツラーの作品の舞台はたいてい世紀転換期のウィーンであり、作品に登場する人物は、少尉、医者、芸術家、ジャーナリスト、役者や軽薄なダンディなど、当時のウィーン社会の典型的人物であった。特に郊外から出てきた「可愛い女の子」は、いわばシュニッツラーのトレードマークのようなものとみなされ、以後、彼をこき下ろそうとする敵対者にとって格好の標的となった。
1893年に父が死んだ後、彼はポリクリニック病院を去り、ウィーン第1区のインネレシュタットのブルクリング (Burgring) 1番地に自分の診療所を開いた。彼はまた、父の死後の1895年に発表された『咽喉医学臨床アトラス』の出版にも協力した。診療所は開店休業に近い状態であったが、医学的方法は終生持ち続け、特に催眠術と深層心理学には深い関心を寄せており、これが彼の創作活動にも強い影響を及ぼしたといわれている。
31歳で作家生活に入ったシュニッツラーは続いて『恋愛三昧』(Liebelei、1895年）では儚い慕情を、『緑のおうむ』（Der grüne Kakadu、1899年）では仮象と現実の交錯する奇怪な世界を戯曲に描いたが、登場人物は『アナトール』で示されたシュニッツラー特有の人物類型によるものであった。『恋愛三昧』は発表後、すぐにウィーンのブルク劇場で上演され、初演1年後には貴賓席に大公が座る評判作となった。この作品は、けなげに慎ましく暮らす下町のおぼこ娘（「可愛い女の子」）を愛しながら、その愛にとびこむ勇気を持たず、一時の慰めに人妻との情交に溺れた結果、その夫に決闘を申し渡されて、あっけなく死んでしまうという内容であるが、今もなお時代を超えてドイツ語圏の劇場で広く上演される象徴的な作品となっている。
小説では、中編『死』（Sterben、1895年。森鷗外訳『みれん』）や短編『死人に口なし』（Die Toten schweigen、1897年）を執筆している。『死（みれん）』では、生が生として充足していないところから、死もまた無気力の延長上の空疎な未練がましいものとなり、『死人に口なし』では不義をなしたという自覚があっても、それが贖罪の意識には決して高まらない退嬰的な男女のすがたをいずれも典雅な文体で描き、こうした印象主義的小説は、ドイツ文学には数少ない心理小説の傑作とされている。
シュニッツラーにとって重要なのは精神の病的な状態ではなく、むしろ、社会における不文律や性的タブー、礼儀作法などによって、特に弱い立場の市民に要請される日常的な自己欺瞞に直面したときの平均的で普通の人間の内面のありようであった。フロイトが精神分析学で行ったように、シュニッツラーは、これまで理性と進歩をひたすら目指す社会が抑圧してきたタブーを小説や戯曲のかたちで表現したのである。彼が示したのは、人間がふだん意識しないもののなかに、理性のコントロールから逸脱する力が宿っていることだった。
10人の人物が2人ずつ登場して生の倦怠を表現しつつ各場面をつなぐ戯曲『輪舞（Reigen）』（1900年）は不倫を題材とし、性を大胆に表現して、当初は上演禁止になるほどの衝撃を演劇界にもたらした。この作品はすでに1896年に書かれていたが、当初は検閲を考慮して私家本の形で友人・知人に配られたものであった。陰影に富む作品であったが、あまりにエロティックすぎて風紀を乱すというのが上演中止の理由であった。
シュニッツラーは1900年、短編小説『グストル少尉（Leutnant Gustl）』を発表し、ドイツ文学ではじめて「内的独白（モノローグ）」の手法を取り入れた。この視点と技法によって、彼は、登場人物の心の葛藤をより深く直接的に読者に示すことに成功した。『グストル少尉』はわずか6日で書き上げたといわれる。しかし、この作品はパン屋にひどく虚仮にされる将校の苦悶を描き、オーストリア軍の威信を傷つける内容を含んでいた。少尉は身分の違いからパン屋に決闘を申し渡すことができず、といって軍服を着用することは自身の良心が許さず、もはや残された道は自殺する以外ないと思い定めていたところ、パン屋事故死の報せを知って安堵したという心の動きを克明に描いたため、軍人たちからは不評を買い、親軍派の新聞からも攻撃を受けた。これにより、シュニッツラーは条例違反として1901年6月14日付けで予備役軍医中尉の階級を剥奪された。

### 小説世界へ
筆禍事件はあったものの、20世紀に入ると、彼はドイツ語圏の舞台でもっとも上演される戯曲家に数えられるようになっていた。1902年に発表された短編『ギリシアの踊子（Die griechische Tänzerin）』は、嫉妬が嫉妬として結実しないことをあらわした心理小説であった。
1903年8月26日、シュニッツラーは4年間愛人だった女優のオルガ・グスマンと結婚したが、そのとき、息子のハインリヒ・シュニッツラー（1902年8月9日 - 1982年7月12日）はすでに1歳になっていた。
40歳をすぎてからの彼は、自らのユダヤ性に目を向け、それを作品にとりあげるようになった。1908年には20世紀初頭のウィーン社会の諸相を描いた初めての長編小説『自由への道（Der Weg ins Freie）』を発表し、当時のウィーンで目立つようになっていた反ユダヤ主義を取り上げた。この小説は書き上げるのに数年かかった大作で、ウィーンで活動するさまざまなタイプのユダヤ人の肖像が描写されているが、そこにはユダヤ教正統派やユダヤ人労働者の姿はなかった。マルティン・ブーバー、テーオドール・ヘルツル、ジークムント・フロイトといった著名な思想家たちに触発されたものであった。このような作品はほかに、1911年の『広い国（Das weite Land）』や人々のなかにひそむユダヤ性を喜劇化した戯曲『ベルンハルディ教授（Professor Bernhardi）』（1912年）がある。

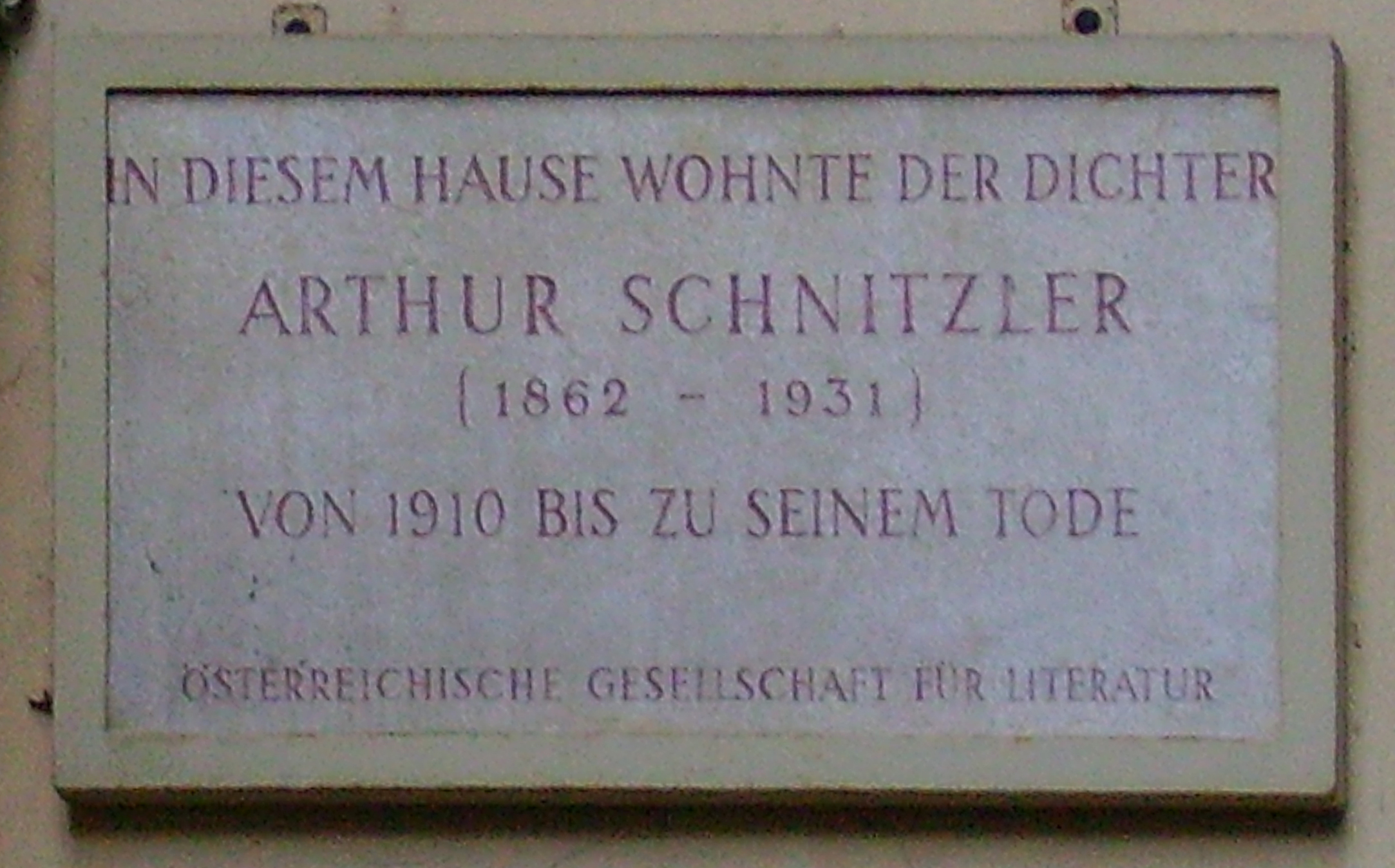
旧宅の記念碑

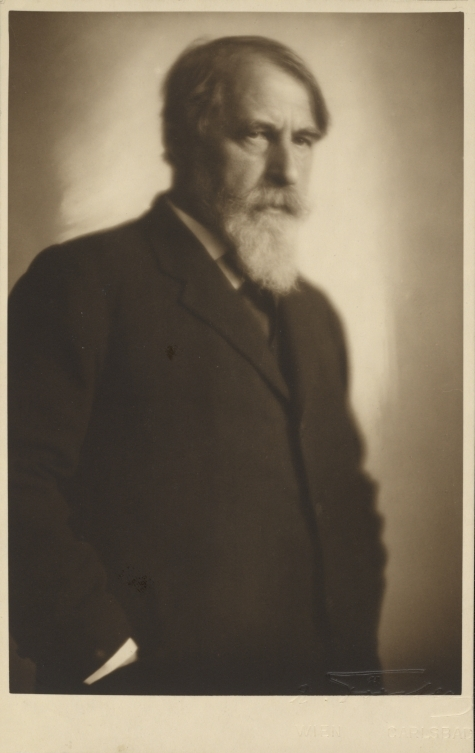
晩年のシュニッツラー（1927年）

1910年に彼はヘートヴィヒ・ブライプトロイからウィーン第18区ヴェーリングのシュテルンヴァルト通り (Sternwartestraße) 7番地の家を購入したが、その近所にはリヒャルト・ベーア＝ホフマンやフェーリクス・ザルテンなど、彼の知人たちも住んでいた。1914年、第一次世界大戦がはじまると、彼の戯曲作品への関心は次第に薄れていった。それは、彼がオーストリアの数少ない知識人として戦意鼓舞に賛同することができなかったこととも無関係ではない。1921年のベルリンでの『輪舞』の初演の際、彼は公序良俗に反した咎で裁判にかけられ、上演許可そのものも取り消された。同作は20年も前に発表された戯曲だったが、内容が猥褻であるとして上演できなかった問題作だった。彼はそれ以降肉体的・精神的問題のために次第に引きこもるようになった。晩年はおもに短編小説を書き、そのなかで彼は心理学的視点から世紀転換期の個人の運命を描いている。
シュニッツラーは小説においても、人間の内面心理を深く洞察した。短編を得意とする彼は、『グストル少尉』（1900年）で確立した内的独白の手法を『令嬢エルゼ（Fräulein Else）』（1924年）でも採用した。この2つは、登場人物の心理の微妙なうつりかわりを繊細に描写した佳作とされている。『令嬢エルゼ』は性欲の抑圧による女性のヒステリー発作を扱った中編小説である。リビドーを取り上げた中編『ベアーテ夫人とその息子（Frau Beate und ihr Sohn）』（1913年）とともに、フロイト流精神分析の強い影響が認められる作品である。
シュニッツラーは中編『カザノーヴァの帰還（Casanovas Heimfahrt）』（1918年）では人間の老い、中編『夢小説（夢の物語、Traumnovelle）』（1926年）では夢と現実との交錯を扱った。また、『テレーゼ・ある女性の年代記（Therese. Chronik eines Frauenlebens）』（1928年）は一女性の生涯を扱った長編小説であるが、ここでは、生みの母親が嬰児を殺そうとして子供にトラウマを与えるというテーマが展開されている。
彼はまたドイツ語文学における偉大な日記作家のひとりでもある。17歳のときから死の2日前まで彼は几帳面に日記を書き続け、それは彼の死後、1981年に出版された。

### 交友関係と私生活
上述のホーフマンスタールは、16歳のときに匿名で書いた詩がウィーン文学界に認められた神童であったが、その頃かれに会ったシュニッツラーは彼が天才であることを鋭敏に感じ取った。シュニッツラーはホーフマンスタールのほぼ12歳年上であったが、2人は出会った瞬間から不思議なほど気が合い、2人で一緒に自転車でイタリアやスイスまで長旅をしたという。
ジークムント・フロイトは同じ医学を学んだシュニッツラーの文学作品に親近感をもったといわれている。また、フロイトは自分と同じ志向をもち、しかも自分のような精神分析の手法を用いないで人間の内面を診断したとして、書簡のなかでシュニッツラーを称賛した。しかし、フロイトはシュニッツラーとしばらく手紙のやりとりをしながらも、実際に会うのを避けてきた。それは、フロイトの側が自分の分身（ドッペルゲンガー）に出会うような気がして、そこに恐怖を感じたためだとシュニッツラー宛書簡のなかで述べている。

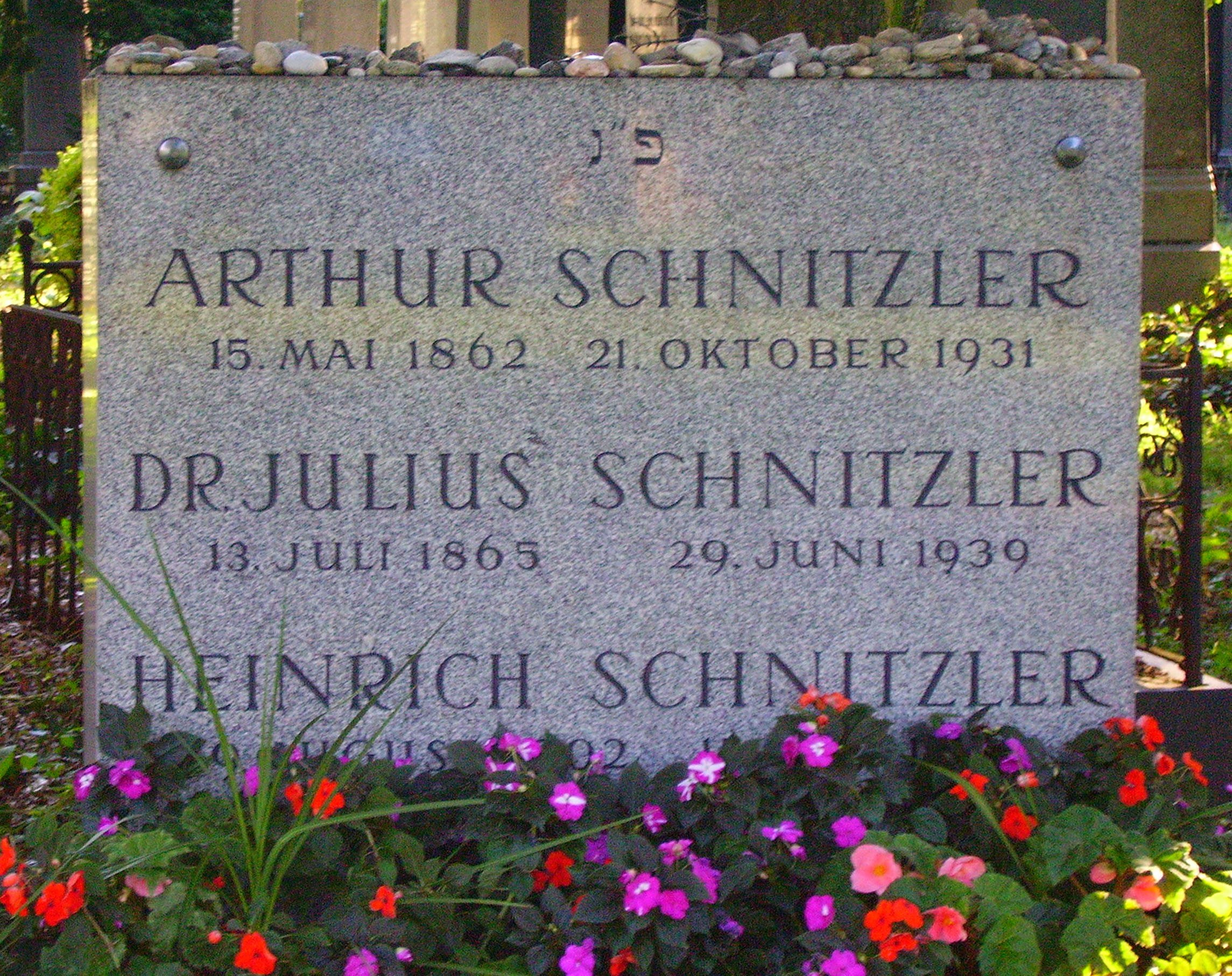
ウィーン中央墓地にあるシュニッツラーの墓

1903年に結婚した妻オルガとは1921年に離婚し、それ以降、息子ハインリヒ（1902年8月9日生）と娘リリー（1909年9月13日生）をひとりで育てた。ハインリヒは後に演出家になっているが、リリーは1928年に10代の若さで自殺し、彼はひどくショックを受けた。
シュニッツラーの残した日記によれば、彼は自分でピアノを弾いたり、演奏会に出かけたりする音楽愛好家であった。彼が同時代の作曲家で最も愛好したのはグスタフ・マーラーであった。
1931年10月21日、シュニッツラーは脳出血のためにウィーンで亡くなった。69歳であった。彼の墓はウィーン中央墓地の第1門、旧ユダヤ人墓地にある。

### 遺稿
シュニッツラーの遺稿は、1931年の彼の死後も大部分はウィーンの自宅にそのままにされ、学術的利用に供されていた。しかし、1938年3月のナチス・ドイツによるオーストリア合邦の直前に、これらの資料は国外に移され、ケンブリッジ大学の図書館が新たな保管先となった。1960年代のはじめ、ケンブリッジ大学のシュニッツラーの遺稿は、息子であるハインリヒ・シュニッツラーの指示により、37ロール分のマイクロフィルムに収められ、アメリカにある2つの研究機関、カリフォルニア大学ロサンゼルス校およびニューヨーク州ビンガムトンの国際アルトゥール・シュニッツラー研究会 (International Arthur Schnitzler Research Association, IASRA) 、およびドイツのアルベルト・ルートヴィヒ大学フライブルク（フライブルク大学）に移管された。フライブルク大学には、現在、シュニッツラー・アーカイブが整備されている。

## 主な作品

### 戯曲
- Anatol 『アナトール』（1893年。これによって作家生活に入った）
- Liebelei 『恋愛三昧』（1896年）
- Der grüne Kakadu 『緑の鸚鵡』（1899年）
- Reigen 『輪舞』（1900年）

### 小説
- Blumen 『花』（1894年）
- Sterben 『死』（1895年、森鷗外翻訳『みれん』）
- Die Toten schweigen 『死人に口なし』（1897年）
- Der blinde Geronimo und sein Bruder 『盲目のジェロニーモと兄』（1900年）
- Leutnant Gustl 『グストル少尉』（1900年）
- Frau Berta Garlan 『ベルタ・ガルラン夫人』（1900年）
- Die griechische Tänzerin 『ギリシアの踊り子』（1902年）
- Der Weg ins Freie 『自由への道』（1908年）
- Frau Beate und ihr Sohn 『ベアーテ夫人とその息子』（1913年）
- Casanovas Heimfahrt 『カザノーヴァの帰還』（1918年）
- Fräulein Else 『令嬢エルゼ』（1924年）
- Traumnovelle 『夢小説』（1926年）
- Therese.Chronik eines Frauenlebens 『テレーゼ・ある女性の年代記』（1928年）

### 日本語訳
日本では明治以来、森鷗外や山本有三をはじめとして多くの研究者によって翻訳紹介が行われた。特に鷗外は、自身と同年生まれであり、また、医師兼作家であること、さらには父親が医師であることも共通しており、シュニッツラーに対する関心と共感は強く、初期作品のほとんど（7作品）を翻訳し、伝記も付している。鷗外文庫（東京大学総合図書館の鷗外旧蔵書）にはシュニッツラーの戯曲17冊と小説7冊、計24冊が所蔵されており、その関心の高さとともに長期間継続して関心を寄せていたことがうかがえる。
- 角信雄 訳『アナトール』新潮社〈新潮文庫〉、1953年1月。ASIN B000JBAB5Y。
- 森鷗外 訳『恋愛三昧』岩波書店〈岩波文庫〉、1955年1月。ASIN B000JB4WCC。
- 番匠谷英一 訳『恋愛三昧』角川書店〈角川文庫〉、1959年1月。ASIN B000JASKZS。
- 森鷗外 訳『みれん』岩波書店〈岩波文庫〉、1985年5月。ISBN 978-4003100639。
- 佐藤晃一 訳『夢ものがたり』河出書房〈市民文庫〉、1954年1月。ASIN B000JB809I。
- 池内紀 訳『夢小説・闇への逃走 他一篇』岩波書店〈岩波文庫〉、1990年11月。ISBN 978-4003243053。 （『死んだガブリエル』併収）
- 池田香代子 訳『夢奇譚』文藝春秋〈文春文庫〉、1999年7月。ISBN 978-4167527570。
- 尾崎宏次 訳『夢がたり シュニッツラー作品集』早川書房〈ハヤカワ文庫NW〉、1999年7月。ISBN 978-4150409180。（『ある別れ』・『花嫁』・『散歩』・『フロイライン・エルゼ』併収）
- 実吉捷郎 訳『美しき寡婦』新潮社〈新潮文庫〉、1954年1月。ASIN B000JB7RI8。
- 高橋健二・相良守峯 訳『花束・ギリシァの踊子』新潮社〈新潮文庫〉、1952年1月。ASIN B000JBB7HU。
- 山本有三 訳『情婦ごろし 他三篇』新潮社〈新潮文庫〉、1953年1月。ASIN B000JBAFMI。（『わかれ』・『死人に口なし』・『目くらのジャロニモとその兄』併収）
- 番匠谷英一 訳『花 他二篇』岩波書店〈岩波文庫〉、1939年12月。ISBN 978-4003243022。（『死人に口なし』・『盲目のジェロニモとその兄』併収）
- 番匠谷英一 訳『ギリシャの踊子 他四篇』岩波書店〈岩波文庫〉、1940年4月。ISBN 978-4003243039。（『アンドレーアス・タマイアーの最後の手紙』・『新しい歌』・『死んだガーブリエル』・『レデゴンダの日記』併収）
- 番匠谷英一・山本有三 訳『花・死人に口なし 他7篇』岩波書店〈岩波文庫〉、2011年7月。ISBN 978-4003243060。（『わかれ』・『盲目のジェロニモとその兄』・『アンドレーアス・タマイアーの最後の手紙』・『ギリシャの踊り子』・『新しい歌』・『レデゴンダの日記』・『情婦殺し』併収）
- 岩淵達治 訳『死人に口なし』東洋出版、1992年1月。ISBN 978-4809615221。
- 三井光也 訳『令嬢エルゼ』新潮社、1925年1月。ASIN B0093T7110。
- 伊藤武雄 訳『ベルタ・ガルラン夫人』岩波書店〈岩波文庫〉、1989年1月。ISBN 978-4003243046。
- 高橋健二 訳『輪舞』新潮社〈新潮文庫〉、1952年1月。ASIN B000JBCKBW。
- 中村政雄 訳『輪舞』岩波書店〈岩波文庫〉、1987年7月。ISBN 978-4003243015。
- 岩淵達治 訳『輪舞』現代思潮社、1997年7月。ISBN 978-4329004017。
- 金井英一・小林俊明 訳『カサノヴァの帰還』集英社、1992年3月。ISBN 978-4087731446。
- 金井英一・小林俊明 訳『カサノヴァの帰還』筑摩書房〈ちくま文庫〉、2007年11月。ISBN 978-4480423856。
- 山本七志郎 訳『帰ってきたカザノーヴァ』能登印刷出版部、1993年12月。ISBN 978-4890102037。
- 平田達治・宮本春美 訳『富の魔力』郁文堂、1992年1月。ISBN 978-4261010510。
- 竹内英之助 訳『女の一生（テレーゼ）』角川書店〈角川文庫〉、1954年1月。ASIN B000JB5J4M。
- 藤本直秀 訳『シュニッツァー短編集』三修社、1982年10月。ISBN 978-4384022537。（『花』・『ある別れ』・『賢者の妻』・『栄光の日』・『死人に口なし』・『アンドレアス・ターマイヤーの遺書』・『盲目のジェロニモとその兄』・『ギリシアの踊り子』収載）
- 川島淳夫 訳『夜明けのゲーム』近代文藝社、2013年12月。ISBN 978-4773379006。
- 田尻三千夫 訳『ウィーンの青春 ある自伝的回想』みすず書房、1989年12月。ISBN 978-4622034841。
- （オムニバス）『鍵』ポプラ社〈百年文庫〉、2010年10月。ISBN 978-4591119051。（『わかれ』収載）
- （オムニバス）池内紀 編訳 編『ウィーン世紀末文学選』岩波書店〈岩波文庫〉、1989年10月。ISBN 4-00-324541-5。（『レデゴンダの日記』収載）

## シュニッツラー作品の映画化
シュニッツラーの『夢小説（夢がたり、夢ものがたり、夢奇譚）』はスタンリー・キューブリック監督の遺作となった映画『アイズ ワイド シャット』の原案となった小説として有名になったが、それ以前から彼の作品は映画化されており、最初の映画は1914年の『恋愛三昧』であった。以降、マックス・オフュルスなどによって映画化されている。

### おもな映画作品
- 『アナトール（英題:The Affairs of Anatol）』（原典:Anatol） - セシル・B・デミル監督、1921年、アメリカ映画（サイレント）
- 『令嬢エルゼ（ドイツ語版）』（原典: Fräulein Else） - パウル・ツィンナー（ドイツ語版）監督、1929年、ドイツ映画（サイレント）
- 『恋愛三昧（ドイツ語版）』（原典: Liebelei） - マックス・オフュルス監督、1933年、ドイツ映画
- 『輪舞』（原典: Reigen）- マックス・オフュルス監督、1950年、フランス映画
- 『恋ひとすじに（英題:Christine）』（原典 Liebelei「恋愛三昧」） - ピエール・ガスパール＝ユイ監督、1958年、フランス・イタリア合作映画
- 『輪舞』（原典: Reigen） - ロジェ・ヴァディム監督、1964年、フランス・イタリア合作映画
- 『輪舞（ドイツ語版）』（原典: Reigen） - オットー・シェンク監督、1973年、ドイツ映画
- 『Mio caro dottor Gräsler（英題:The Bachelor）』 (原典: Doktor Gräsler, Badearzt ) -  ロベルト・ファエンツァ監督、1990年、イタリア映画
- 『カサノヴァ最後の恋（フランス語版）』 (原典:Casanovas Heimfahrt「カザノーヴァの帰還」） - エドワール・ニエルマンス（フランス語版）監督、1992年、フランス映画
- 『アイズ ワイド シャット』（原典:Traumnovelle「夢小説」） - スタンリー・キューブリック監督、1999年、アメリカ・イギリス合作映画